# RJ 마이트
RJ 미티(RJ Mitte, 1992년 8월 21일 ~ )는 미국의 배우이다.

## 출연 작품
- 스탠딩 업 포 써니 (2018)
- 타임 쉐어 (2018)
- 더 리콜 (2017)
- 후즈 드라이빙 두 (2016)
- 딕시랜드 (2015)
- 하우스 오브 라스트 씽 (2012)
- 브레이킹 배드 시즌5 (2012)
- 브레이킹 배드 시즌4 (2011)
- 브레이킹 배드 시즌3 (2010)
- 브레이킹 배드 시즌2 (2009)
- 브레이킹 배드 시즌1 (2008)